# Елеана Врахалі
Елеана Врахалі (грец. Ελεάνα Βραχάλη, 1978) — грецька поетеса і композиторка.

## Творча біографія
Елеана Врахалі народилася 1978 року. Відвідувала курси з музикознавства і психології в коледжі Deree. Працювала музичним редактором на радіостанціях Athena 98.4 FM, Alpha 98,9 і Seven. Згодом Елеана Врахалі стала автором грецьких текстів пісень мюзиклу «The Rocky Horror Show», після чого також почала писати музику, брала участь у створенні музичних вистав «Дві сироти» і «Щасливе життя Папаяннопулу». Нещодавно випустила свою першу книгу під назвою «Три крапки…», яка включила останні поезії, які були покладені на музику та виконуються сучасними грецькими співаками.

### Пісні на поезії Врахалі
Елеана Врахалі здобула славу завдяки пісням, написаним для Міхаліса Хатзіянніса. Коли поетесі було всього 24 роки сім її пісень увійшли до альбому співака «Κρυφό φιλί» і швидко здобули популярність. Альбом загалом став тричі платиновим, отримав кілька нагород Arion Awards. З тих пір Врахалі постійно успішно співпрацює із Хатзіяннісом.
Серед інших відомих грецьких виконавців, для яких Елеана Врахалі також писала пісні, Алкістіс Протопсалті, Янніс Плутархос, Пеггі Зіна, Деспіна Олімпіу, Єлена Папарізу, Сакіс Рувас, Костас Мартакіс та інші. Гучний успіх мала пісня «Aπαγορευμένο» у виконанні Анни Віссі, що вийшла як сингл і стала двічі платиновою. 2011 року Елеана Врахалі написала пісню «Watch my dance», із якою Лукас Йоркас представить Грецію на Пісенному конкурсі Євробачення 2011. 18 грудня 2012 року Platinum Records представила новий альбом Елеани Врахалі «Όλα τα Ναι του κόσμου». Альбом складається з 11 пісень і 8 невеликих текстів. Автор музики — молодий композитор Теміс Карамуратідіс. Всі кошти від продажу альбому підуть для підтримки асоціації «Παιδικά Χωριά SOS Ελλάδος», благодійної та некомерційної організації, яка надає допомогу дітям, позбавлених турботи своїх біологічних батьків. У запису альбому брали участь відомі виконавці Міхаліс Хадзіянніс, Onirama, Елеонора Зуганелі.

## Дискографія
- Міхаліс Хатзіянніс: Κρυφό φιλί (20.03.2002) cd
- Міхаліс Хатзіянніс: Μόνος μου (30.06.2003) cd-сингл
- Деспіна Олімпіу: Βάλε Μουσική (2.08.2003) cd-сингл
- Ісаїс Матіампа: Λόγια που δεν ξέχασα (20.01.2003) cd
- Міхаліс Хатзіянніс: Ακατάλληλη Σκηνή (2.04.2004) cd
- Деспіна Олімпіу: Έχουμε λόγο (19.07.2004) cd
- Елефтерія Арванітакі: Όλα στο φως (19.07.2004) cd
- Алкістіс Протопсалті: Να σε βλέπω να γελάς (24.11.2004) cd
- Костас Македонас: Έτη φωτός (27.04.2005) 2cd
- Міхаліс Хатзіянніс: Όνειρο ζω (28.05.2005) cd-сингл
- Зоі Пападопулу: Κρύσταλλα κόκκινα φιλιά (2.09.2005) cd
- Наташа Теодоріду: Ως εκεί που η καρδιά μπορί να αντέξει (19.10.2005) 2cd
- Дімітра Галані/Алкістіс Протопсалті: Live στο Vox (1.12.2005)
- Міхаліс Хатзіянніс: Live (28.2.2006) 2cd+dvd
- Єлена Папарізу: Yπάρχει λόγος (12.04.2006) 2cd
- Елені Пета: Παιδί ακόμα (19.05.2006) cd
- Глікерія: Βροχή των αστεριών (19.07.2006) cd
- Янніс Плутархос: Κρυμμένα μυστικά (15.09.2006) cd
- Єлена Папарізу: The Game of Love (23.10.2006) cd
- Пеггі Зіна: Ένα (9.11.2006) cd
- Костас Мартакіс: Πάντα μαζί (11.2006) cd-сингл
- Міхаліс Хатзіянніс: Φίλοι & εχθροί (6.12.2006) cd
- Сакіс Рувас: Υπάρχει αγάπη εδώ (7.12.2006) cd
- Єлена Папарізу: Μαζί σου (soundtrack) (8.03.2007) cd-сингл
- Афіна Руці: Μην πεις αντίο (3.2007) cd
- Альга Венеціану: Πες μου να μείνω εδώ (13.04.2007) cd
- Деспіна Олімпіу: Μαζί χωριστά (16.05.2007) cd
- Костас Мартакіс: Ανατροπή (20.07.2007) cd
- Нікос Аліагас & Friends: Rendez-vous (17.10.2007) cd+dvd
- Онар: Τίποτα δεν είναι όπως φαίνεται (12.2007) cd
- Міхаліс Хатзіянніс: Zωντανά στο Λυκαβηττό 2007-08 (7.12.2007) cd
- Пеггі Зіна: Τρέξε (8.12.2007) cd
- Христос Дантіс: Εκτός Τροχιάς (22.8.2008)
- Міхаліс Хатзіянніс: 7 (1.11.2008) cd
- Наташа Теодоріду: Best οf/Δίπλα σε σένα (3.12.2008) 2cd+dvd
- Анна Віссі: Απαγορευμένο (8.12.2008) cd
- Елені Пета: Στείλε σήμα (19.12.2008) cd
- Пеггі Зіна: Το πάθος είναι αφορμή (4.05.2009) cd
- Таня Цакаліду: Προσωπογραφία (10.2009) cd
- Деспіна Олімпіу: Μια στιγμή cd
- Єлена Папарізу: Γύρω απο τ'όνειρο (28-29.3.2010)
- Міхаліс Хатзіянніс: Το Καλοκαίρι Μου (07.2010) cd-сингл
- Пеггі Зіна: Ευαίσθητη ή Λογική (12.10.2010.) cd
- Міхаліс Хатзіянніс: Το Καλύτερο Ψέμα cd
- Йоргос Сампаніс: Μυστήριο Τρένο cd
- Лукас Йоркас: Watch my dance cd-сингл
- Йоргос Сабаніс: студійний альбом «Δεν είμαι ήρωας» (жовтень 2012 року), текст всіх 10 пісень альбому написала Врахалі[7]